# Nefilim
Nefilim (hebrejsky נְפִילִים‎) je slovo, jež se nachází v hebrejském textu Tanachu na dvou místech. V českých Biblích je toto slovo překládáno různě – např. „zrůdy“, „obrové“, „obři“, „zrůdní obři“ či „obludy“. Tento způsob překladu je do jisté míry ovlivněn Septuagintou, která hebrejský výraz překládá řeckým výrazem gigas.
Někteří badatelé, zvláště v křesťanských kruzích, se domnívají, že zmínka o nefilim v knize Genesis se týká pádu andělů respektive zplozenců těchto andělů s lidskými ženami. Své domněnky zakládají na textech z židovské apokryfní literatury (např. Kniha Henochova nebo Kniha jubileí) a též z Nového zákona. Raši, význačný židovský učenec, však vysvětluje, že slovo nefilim je odvozeno z hebrejského slovesa nafal, které může být užito ve významu „upadat“ v mravech, což poukazuje na to, že tito nefilim, ač byli synové spravedlivých soudců neboli Božích synů, nejen že sami mravně upadli, ale stali se též původci mravního úpadku celé předpotopní společnosti.
Rabín Sidon přirovnává biblické nefilim k prototypům lidských hrdinů, kteří mají „zvláštní zalíbení v moci nad tímto světem“ a proto „vnucují světu svou vůli“ jako v minulosti např. Napoleon.
Nefilim je ve starozákonním apokryfu 1. kniha Henochova přisuzován původ magie a dalších dovedností:
| „                      | Učili je (manželky) kouzlům a čárům a obeznámili je s řezáním kořenů a roubováním stromů.(...) A Azazeel učil lidi dělat meče, nože a štíty a drátěné košile a obeznámil je s věcmi, jež k tomu patří, i s jejich opracováním, s náramky a ozdobami, používáním antimonu a líčením obočí. | “ |
| — 1 Hen 7:1, 1 Hen 8:1 | |   |

Tato pasáž byla alchymisty často chápána jako odkaz na počátky jejich umění, zvláště s ohledem na zmínku o zlatu a stříbru, která se objevuje v aramejské verzi textu.